# Тонкозубові
Тонкозубові (Leptodontaceae) — родина мохів порядку гіпнобрієвих (Hypnales). Є 3 роди, поширені по всьому світу.
Більшість родів родини Leptodontaceae спочатку відносили до родини Neckeraceae, наприклад Caduciella, увійшли до Leptodontaceae у 1991 році.

## Опис
Рослини середнього розміру, утворюють пухкі пучки, від темно-зеленого до жовто-зеленого кольору. Кортиколові (ростуть на корі) або саксиколові (ростуть на скелях). Другорядні стебла прямостоячі, іноді вигнуті, коли висихають, і зазвичай перисто розгалужені. Гілки розташовані в одній площині, мають псевдопарафілії (трихомоподібні або листяні структури на поверхні стебла моху).

## Роди
Як прийнято GBIF:
- Caduciella(інші мови) Enroth (2)
- Leptodon D.Mohr (17)
- Pseudocryphaea(інші мови) E.G.Britton (1)

Цифри в дужках позначають кількість видів у роді.